# Sikorsky S-51 Dragonfly
O Sikorsky S-51 foi um helicóptero projetado e desenvolvido pela Sikorsky Aircraft Corporation entre os anos de 1943 e 1951, baseados no modelo H-5.

## História
Seu primeiro voo foi em fevereiro de 1946, sendo o primeiro helicóptero a ser vendido para utilizadores civis. É um helicóptero com maior diâmetro de rotor principal, maior capacidade de carga, mais pesado e robusto, se comparado com outros helicópteros disponíveis no mercado durante o mesmo período. Em setembro de 1946, a Sikorsky licenciou os direitos de fabricação da aeronave para a britânica Westland Aircraft, originando assim a versão designada Westland-Sikorsky WS-51 Dragonfly.
Em 1949, a Sikorsky passou a produzir o S-51 em versões de helicóptero anfíbio.

### Uso em Portugal
Foi o primeiro helicóptero a operar em Portugal, sendo testado pela Aviação Naval durante pouco tempo. Para estes testes, foi utilizado um Westland-Sikorsky WS-51 Dragonfly MK1A, modelo civil de fabricação britânica com a matrícula G-ALMB, número de série WA/H/6. Esteve situado na Doca do Bom Sucesso em Lisboa, na zona de Belém.
Depois de ser testado em Portugal, o helicóptero foi vendido para um operador italiano, onde foi matriculado com o registro civil I-MCOM e posteriormente com o registro militar MM80118I. Este helicóptero pertence actualmente ao Museu da Força Aérea Italiana.

### Uso no Brasil
A Marinha Brasileira usou o Westland Widgeon, uma versão privada em desenvolvimento pela Westland Aircraft, com base no WS-51 Dragonfly HR.5, que foi cancelada após a construção de poucas unidades. A Força Aeronaval da Marinha Brasileira recebeu em dezembro de 1957, a primeira unidade, cujo numero de série era WA/H/142, designado HUW H-4001. Em 1958, recebeu a segunda unidade de número de série WA/H/143, designado HUW H-4002. Anos mais tarde, foram designados como UH-1, matrículas N-7001 e N-7002. O N-7001 está em exposição no Museu da Aviação Naval em São Pedro da Aldeia, Rio de Janeiro.
Em fevereiro de 1959, a TV Record adquiriu um Westland-Sikorsky S-51 Dragonfly, com matrícula civil PT-HAL e foi utilizado pela emissora na década de 60 até ser vendido para a Ocian.

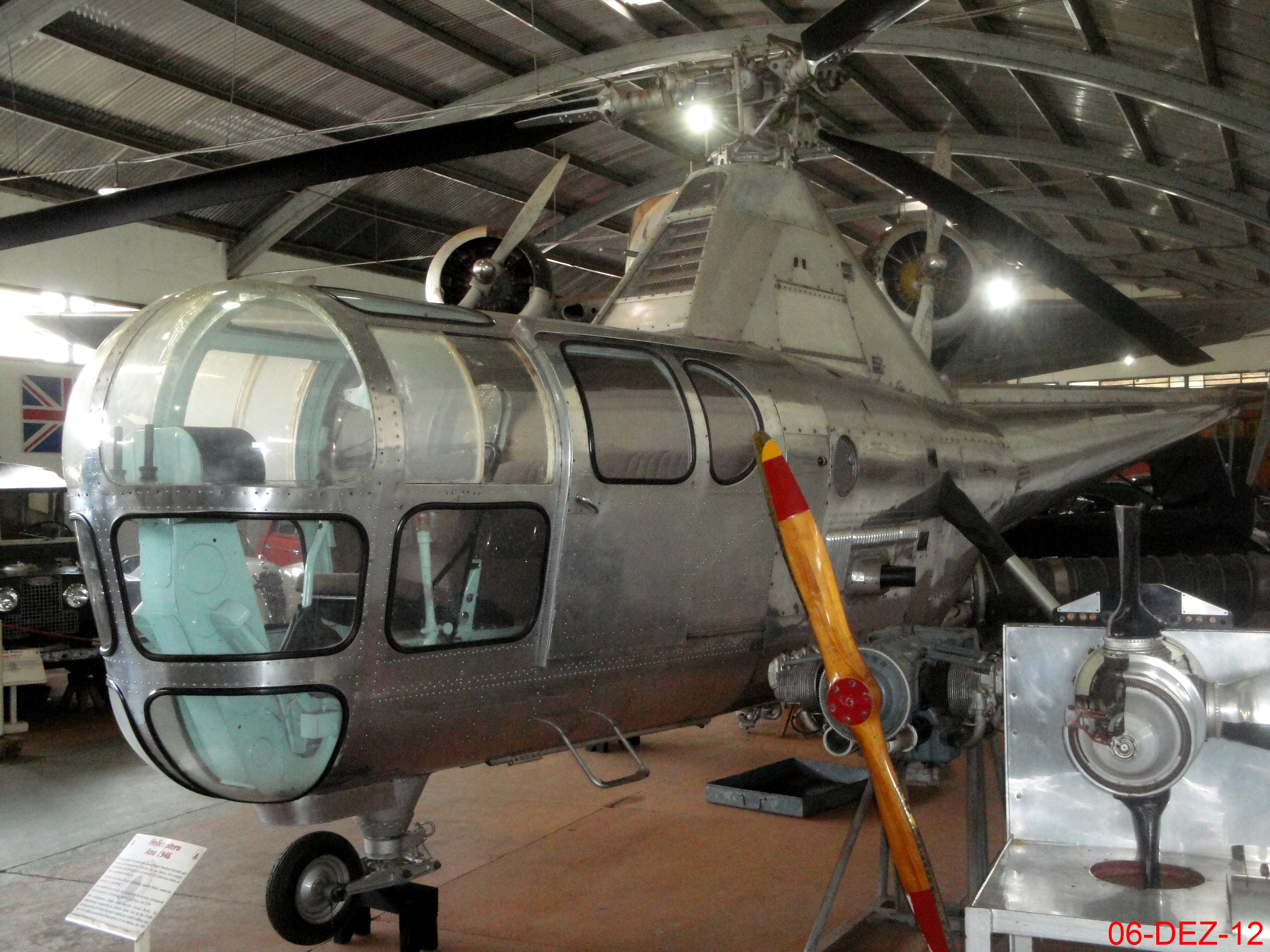
WS-51 Dragonfly que pertenceu a TV Record de São Paulo exposto em museu na cidade de Bebedouro, São Paulo

Em 1972, este helicóptero foi utilizado no resgate das vítimas do incêndio no Edifício Andraus. Hoje, o PT-HAL encontra-se preservado no Museu Eduardo André Matarazzo. Somente três helicópteros deste modelo foram utilizados por civis no Brasil.

## Versões
- XR-5
  - Protótipo com 2 lugares e trem de aterragem com roda de cauda, motor 450hp. 5 construídos.

- Sikorsky YH-5A em exposição no Museu da Força Aérea dos Estados Unidos em Dayton, OhioYR-5A

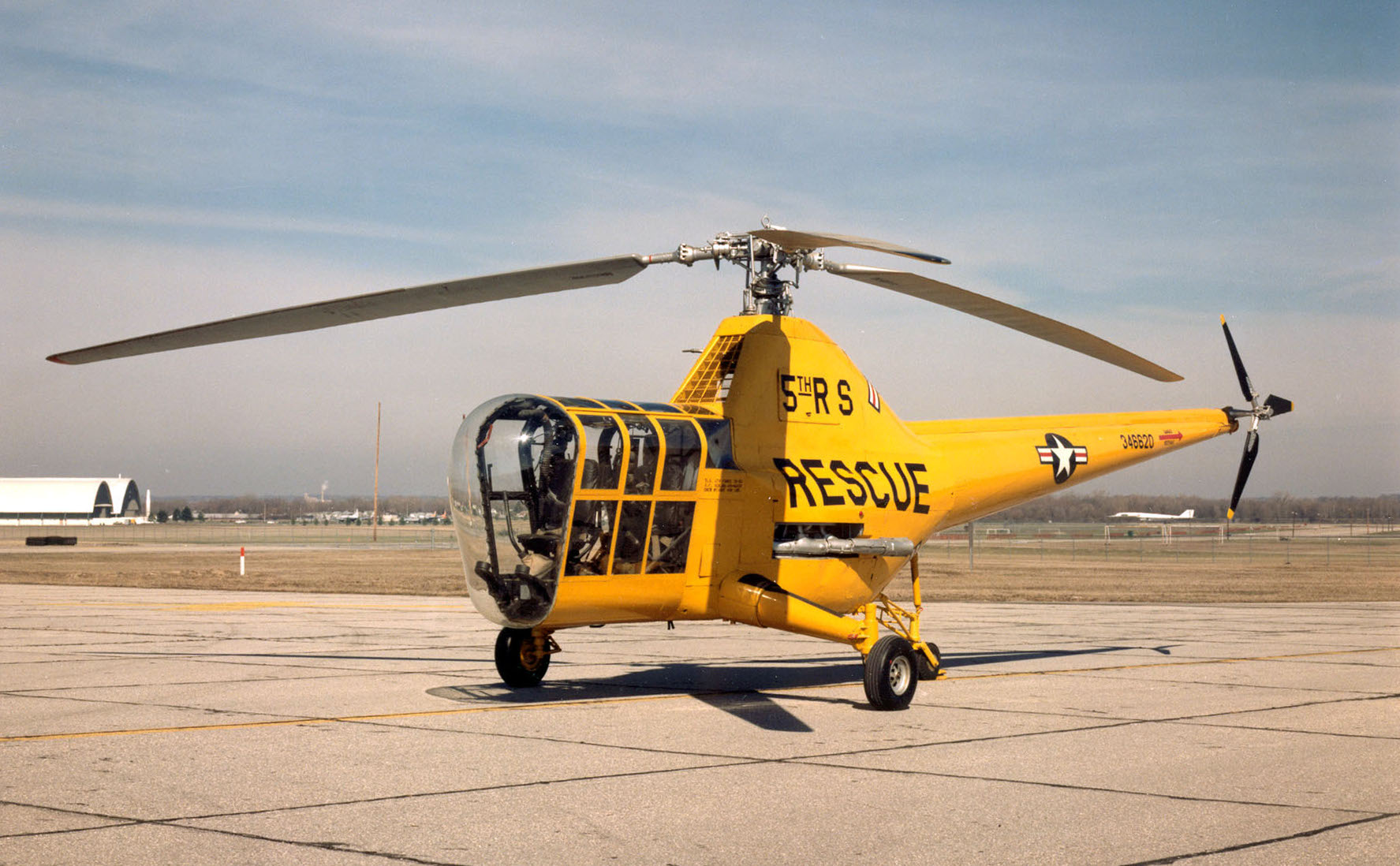
Sikorsky YH-5A em exposição no Museu da Força Aérea dos Estados Unidos em Dayton, Ohio

  - Igual ao XR-5 com modificações menores, 26 unidades construídas, incluindo 2 na versão HO2S-1 desenvolvida para a Marinha dos Estados Unidos.

- R-5A
  - Modelo de operações humanitárias com capacidade externa de 2 macas, 34 unidades construídas.

- R-5B
  - R-5A modificado, nunca construído.

- YR-5C
  - R-5A modificado, nunca construído.

- R-5D
  - R-5A modificado com trem de aterragem de roda no nariz e gancho de recuperação, 20 unidades construídas.

- YR-5E
  - YR-5A modificado, com duplo comando, 5 unidades convertidas.

- R-5F
  - Modelo civil de 4 lugares, 11 unidades construídas.

- H-5A
  - Anteriormente, R-5A

- H-5D
  - Anteriormente, R-5D

- YH-5E
  - Anteriormente, YR-5E

- H-5F
  - Anteriormente, R-5E

- H-5G
  - H-5F com equipamento de recuperação

- H-5H
  - H-5G com equipamento melhorado

- Dois S-51 utilizados pela Guarda Costeira dos Estados Unidos em 1949HO2S-1

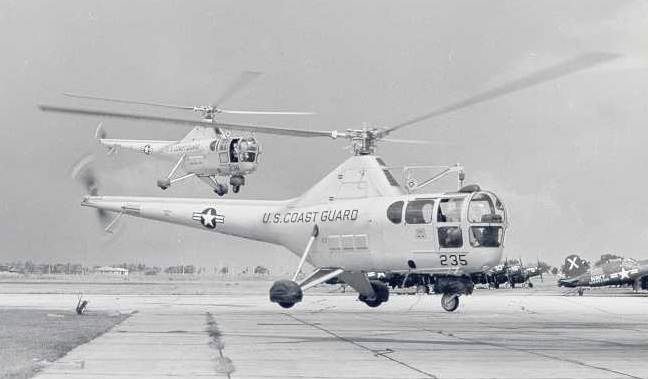
Dois S-51 utilizados pela Guarda Costeira dos Estados Unidos em 1949

  - YR-5As para a Marinha dos Estados Unidos, mais tarde transferidos para a Guarda Costeira dos Estados Unidos. 2 unidades construídas.

- HO3S-1
  - Similar ao H-5F, 88 unidades construídas.

- HO3S-1G
  - HO3S-1 desenvolvido para a Guarda Costeira dos Estados Unidos.

- HO3S-2
  - Versão naval do H-5H, nunca construído.

- HO3S-3
  - HO3S-1 modificado em 1950 com rotor customizado. 1 unidade construída.

- S-51
  - Versão civil de 4 lugares.

## Operadores
África do Sul
- Força Aérea da África do Sul

 Austrália
- Força Aérea Real Australiana[7]

 Brasil
- Marinha do Brasil
- TV Record

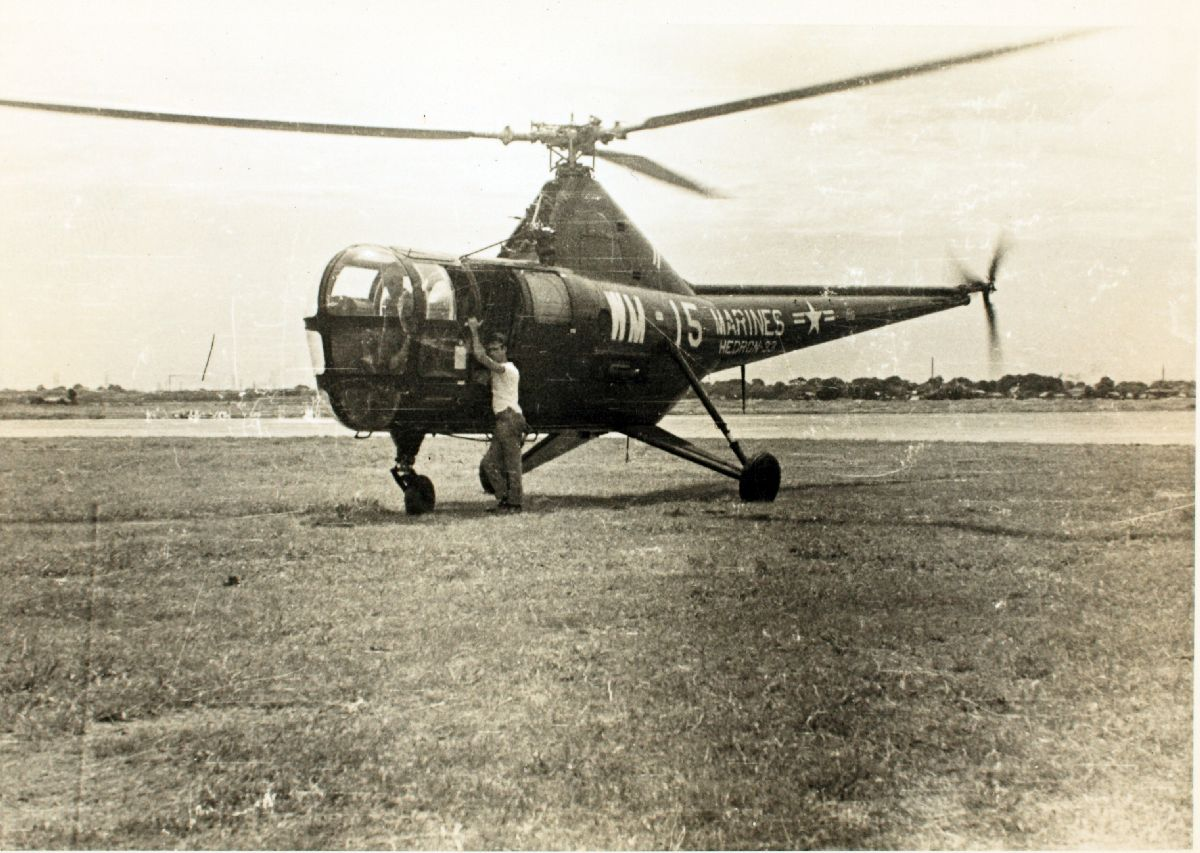
HO3-S utilizado pelo Exército dos Estados Unidos após a Segunda Guerra Mundial em Itami, no Japão

- OCIAN - Organização Construtora e Incorporadora Andraus

 Canadá
 Estados Unidos
- Los Angeles Airways
- Exército dos Estados Unidos
- Força Aérea dos Estados Unidos
- Marinha dos Estados Unidos

 Filipinas
 França
- Marinha Nacional Francesa

 Japão
 Países Baixos
- Marinha Real Holandesa

 Reino Unido
- Marinha Real Britânica
- British European Airways

 Tailândia